# Bảo tàng Đồ sứ ở Wałbrzych
Bảo tàng Đồ sứ ở Wałbrzych (tiếng Ba Lan: Muzeum Porcelany w Wałbrzychu) là một bảo tàng tọa lạc tại số 9 Phố 1 tháng 5, Wałbrzych, Ba Lan.

## Lược sử hình thành
Bảo tàng Đồ sứ ở Wałbrzych được thành lập vào năm 1908 theo khởi xướng của Altertumsverein für das Waldenburger Gebirgsland (Hiệp hội Cổ vật của Vùng Wałbrzych). Ban đầu, Bảo tàng được đặt tên là Altertumsmuseum für das Waldenburger Gebirgsland (Bảo tàng Cổ vật của Vùng Wałbrzych). Năm 1926, Bảo tàng được đổi tên thành Heimatmuseum ở Waldenburg (Bảo tàng khu vực ở Wałbrzych), và Hội đồng thành phố lúc bấy giờ ở Wałbrzych tiếp quản việc chăm sóc Bảo tàng. Các bộ sưu tập của Bảo tàng được chuyển đến Cung điện Albertich (Albertihaus) ở số 9 Phố 1 tháng 5 (lúc đó là số 23 Phố Gottesbergerstrasse).
Trong Chiến tranh thế giới thứ hai, các bộ sưu tập của Bảo tàng được chính quyền địa phương gìn giữ. Sau chiến tranh, năm 1947, Bảo tàng chính thức mở cửa trở lại. Hai năm sau, Bảo tàng được quốc hữu hóa và được đặt tên là Bảo tàng ở Wałbrzych.
Năm 2015, sau khi cải tạo trụ sở chính và bố trí mới các phòng triển lãm, Bảo tàng được chuyển đổi thành Bảo tàng Đồ sứ.

## Triển lãm
Bộ sưu tập của Bảo tàng Đồ sứ ở Wałbrzych hiện đang bao gồm hơn 10.000 đồ sứ Silesian và đồ sứ lịch sử từ các nhà máy và xí nghiệp  ở một số nước Châu Âu, bao gồm Đức, Áo, Cộng hòa Séc, Nga, Đan Mạch, Pháp, Hà Lan và Anh. Một số phòng được bố trí theo kiểu nhà của giai cấp tư sản trước đây với tranh, đồ nội thất và đồ thủ công mỹ nghệ.
Ngoài ra, Bảo tàng cũng trưng bày một bộ sưu tập hội họa đương đại Ba Lan (bao gồm các bức tranh của các họa sĩ như Jerzy Duda-Gracz, Franciszek Starowieyski, Zdzisław Beksiński, và Jerzy Nowosielski), và một bộ sưu tập gốm sứ Ba Lan từ thập niên 1950 và 1960.